# Italo Lupi
Italo Lupi (Cagliari, 28 marzo 1934 – Milano, 27 giugno 2023) è stato un grafico, architetto e giornalista italiano.

## Biografia
Trasferitosi giovanissimo con la famiglia a Milano,dopo avere ottenuto il diploma di maturità classica al liceo Manzoni di Milano, si laureò al Politecnico nel 1959, diventando quindi assistente di Pier Giacomo Castiglioni. Lavorò alla Rinascente, come consulente di immagine, passando poi alla Triennale e a IBM Italia sempre come consulente d'immagine. In seguito collaborò con Migliore & Servetto Architects. 
Tra le altre sue attività ci furono quella giornalistica ed editoriale: collaborò con Zodiac dal 1970 al 1973, fu caporedattore di Domus dal 1986 al 1992, nonché direttore di Abitare dal 1992 al 2007, dopo aver collaborato tra il 1974 e il 1986; inoltre come grafico progettò i loghi di Miu Miu, Fiorucci, Cinelli, e dei Campionati mondiali di sci alpino 2021 a Cortina d'Ampezzo insieme a Renzo di Renzo.

## Premi
Lupi ha vinto tre volte il Compasso d'oro: nel 1998 per la rivista IF, nel 2008 per Look of The City, l'allestimento urbano per le Olimpiadi invernali del 2006 a Torino, e nel 2014 come premio alla carriera.